# ژرژ مارشال
ژرژ مارشال (فرانسوی: Georges Marchal‎; ۱۰ ژانویهٔ ۱۹۲۰ – ۲۸ نوامبر ۱۹۹۷) هنرپیشه اهل فرانسه بود.
از فیلم‌ها یا برنامه‌های تلویزیونی که وی در آن نقش داشته است می‌توان به زیبای روز، بازی کثیف، سه تفنگدار، مرگ در باغ، غول رودس، مسالینا، تئودورا، ملکه زرخرید، داس‌ها و راه شیری اشاره کرد.